# جميلة (بلدية جزائرية)
جميلة (بالإنجليزية: Djemila)‏ هي مدينة وبلدية الجزائرية تابعة إداريا وإقليميا إلى دائرة جميلة الكائنة في ولاية سطيف، تقع شمال ولاية ، وتبعد عن مدينة سطيف 58 كلم، بلغ عدد سكانها 24145 عام 2008.

## جغرافيا
توجد بلدية جميلة شمال شرق البلاد (الجزائر)، ضمن الإقليم الشمالي الشرقي الجزائري، وفي إقليم الهضاب العليا، في الجهة الشرقية من الإقليم، وبالضبط في عاصمة الهضاب العليا (ولاية سطيف)، في الجهة الشمالية الشرقية من الولاية، على دائرة عرض: 36.3469364 وخط طول: 5.6176955 وعلى ارتفاع 800 متر فوق سطح البحر.

### الموقع
* الموقع الجغرافي: جميلة Djemila
- الإحداثيات: 36°19′02″N 5°44′07″E / 36.31722°N 5.73528°E

36° 19′ 02″ شمالاً، 5° 44′ 07″ شرقاً
- دائرة عرض: 36.3469364
- خط طول: 5.6176955
- الارتفاع: 800 متر فوق سطج البحر

### الطبوغرافيا
تقع بلدية جميلة شمال شرق الجزائر، شمال شرق ولاية سطيف، على دائرة عرض: 36.3469364 وخط طول:
5.6176955، وعلى ارتفاع 800 متر فوق سطح البحر، في الموقع الفلكي: 36° 19′ 02″ شمالاً، 5° 44′ 07″ شرقاً، بـ إقليم الهضاب العليا، في الجهة الشرقية منه، وضمن الإقليم الشمال الشرقي الجزائري، تكثر بها التجمعات السكانية، والأماكن الحيوية، وتتمركز في كل أماكن قطر المنطقة، وسطاً، وشمالاً وجنوباً، وشرقاً، وغرباً...

## المناخ
- مناخ جميلة (بلدية جزائرية) متوسطي (أقاليم مناخية: Csa)

* الطقس: جميلة (بلدية جزائرية) Djemila
تتميز بلدية جميلة (بلدية جزائرية) بشتاء بارد وممطر، كما تعرف المنطقة هطول ثلوج كثيفة لأيام عديدة من فصل الشتاء، وبداية فصل الربيع «كالعديد من المناطق الداخلية الجزائرية»، أما فصل الصيف فهو حار نسبيا وجاف.
| البيانات المناخية لـبلدية بني فودة                                                                         | البيانات المناخية لـبلدية بني فودة | البيانات المناخية لـبلدية بني فودة | البيانات المناخية لـبلدية بني فودة | البيانات المناخية لـبلدية بني فودة | البيانات المناخية لـبلدية بني فودة | البيانات المناخية لـبلدية بني فودة | البيانات المناخية لـبلدية بني فودة | البيانات المناخية لـبلدية بني فودة | البيانات المناخية لـبلدية بني فودة | البيانات المناخية لـبلدية بني فودة | البيانات المناخية لـبلدية بني فودة | البيانات المناخية لـبلدية بني فودة | البيانات المناخية لـبلدية بني فودة |
| الشهر | يناير                              | فبراير                             | مارس                               | أبريل                              | مايو                               | يونيو                              | يوليو                              | أغسطس                              | سبتمبر                             | أكتوبر                             | نوفمبر                             | ديسمبر                             | المعدل السنوي                      |
| --- | ---------------------------------- | ---------------------------------- | ---------------------------------- | ---------------------------------- | ---------------------------------- | ---------------------------------- | ---------------------------------- | ---------------------------------- | ---------------------------------- | ---------------------------------- | ---------------------------------- | ---------------------------------- | ---------------------------------- |
| الدرجة القصوى °م (°ف)                                                                                      | 20.3 (68.5)                        | 23.0 (73.4)                        | 29.1 (84.4)                        | 30.3 (86.5)                        | 36.0 (96.8)                        | 38.6 (101.5)                       | 39.5 (103.1)                       | 40.0 (104.0)                       | 37.2 (99.0)                        | 34.0 (93.2)                        | 25.0 (77.0)                        | 23.7 (74.7)                        | 40.0 (104.0)                       |
| متوسط درجة الحرارة الكبرى °م (°ف)                                                                          | 9.5 (49.1)                         | 10.0 (50.0)                        | 12.9 (55.2)                        | 14.2 (57.6)                        | 19.1 (66.4)                        | 20.6 (69.1)                        | 29.0 (84.2)                        | 30.7 (87.3)                        | 24.1 (75.4)                        | 17.2 (63.0)                        | 12.6 (54.7)                        | 8.3 (46.9)                         | 17.3 (63.2)                        |
| المتوسط اليومي °م (°ف)                                                                                     | 7.1 (44.8)                         | 8.1 (46.6)                         | 9.6 (49.3)                         | 10.4 (50.7)                        | 14.6 (58.3)                        | 19.5 (67.1)                        | 22.2 (72.0)                        | 21.2 (70.2)                        | 18.4 (65.1)                        | 14.4 (57.9)                        | 10.4 (50.7)                        | 8.9 (48.0)                         | 13.7 (56.7)                        |
| متوسط درجة الحرارة الصغرى °م (°ف)                                                                          | 3.6 (38.5)                         | 2.1 (35.8)                         | 2.2 (36.0)                         | 3.5 (38.3)                         | 8.0 (46.4)                         | 9.3 (48.7)                         | 14.3 (57.7)                        | 17.6 (63.7)                        | 12.7 (54.9)                        | 9.5 (49.1)                         | 6.1 (43.0)                         | 3.4 (38.1)                         | 7.7 (45.8)                         |
| أدنى درجة حرارة °م (°ف)                                                                                    | −6.0 (21.2)                        | −7.6 (18.3)                        | −4.0 (24.8)                        | −2.2 (28.0)                        | 1.0 (33.8)                         | 4.0 (39.2)                         | 6.7 (44.1)                         | 9.0 (48.2)                         | 7.0 (44.6)                         | 2.0 (35.6)                         | −4.0 (24.8)                        | −5.0 (23.0)                        | −7.6 (18.3)                        |
| الهطول مم (إنش)                                                                                            | 60.6 (2.39)                        | 54.3 (2.14)                        | 56.8 (2.24)                        | 48.2 (1.90)                        | 37.5 (1.48)                        | 18.9 (0.74)                        | 8.9 (0.35)                         | 12.2 (0.48)                        | 26.4 (1.04)                        | 28.4 (1.12)                        | 33.5 (1.32)                        | 61.1 (2.41)                        | 446.8 (17.61)                      |
| متوسط الأيام الممطرة (≥ 1 mm)                                                                              | 9                                  | 7                                  | 6                                  | 7                                  | 10                                 | 5                                  | 8                                  | 9                                  | 16                                 | 14                                 | 18                                 | 22                                 | 131                                |
| متوسط الأيام المثلجة (≥ 1 cm)                                                                              | 22                                 | 18                                 | 19                                 | 16                                 | 0                                  | 0                                  | 0                                  | 0                                  | 1                                  | 4                                  | 8                                  | 10                                 | 98                                 |
| متوسط الرطوبة النسبية (%)                                                                                  | 69.9                               | 57.3                               | 63.1                               | 62.6                               | 58.0                               | 45.8                               | 38.8                               | 42.9                               | 55.9                               | 59.3                               | 65.8                               | 69.7                               | 57.4                               |
| المصدر #1: الإدارة الوطنية للمحيطات والغلاف الجوي (فترة : 1961–1990)                                       |                                    |                                    |                                    |                                    |                                    |                                    |                                    |                                    |                                    |                                    |                                    |                                    |                                    |
| المصدر #2: climatebase.ru (الدرجات القصوى، الرطوبة) المصدر الثالث : Climate Zone (الأيام الممطرة والمثلجة) |                                    |                                    |                                    |                                    |                                    |                                    |                                    |                                    |                                    |                                    |                                    |                                    |                                    |

## وصلات خارجية
- جميلة  في موقع اليونيسكو.
- الموقع الرسمي لجميلة نسخة محفوظة 3 أغسطس 2009 على موقع واي باك مشين..